# Mark Podolski
Mark Podolski (Elektrostal, 1 september 1979) is een Duitse dammer die in de Nederlandse damcompetitie uitkomt voor de damclub uit Westerhaar. Hij eindigde op het wereldkampioenschap 2007 in Hardenberg op de tweede plaats met een gelijk aantal punten als Alexander Schwarzman. Schwartzman had echter meer partijen gewonnen. Mark Podolki is een Internationaal grootmeester dammen, en had in 2011 de vierde positie op de wereldranglijst.
Podolski is in het dagelijks leven wiskundige in Zürich.